# کایریدوپسیس
کایریدوپسیس(نام علمی: Cheiridopsis) نام یک سرده از تیره علف‌فرشیان است.